# Postanweisung

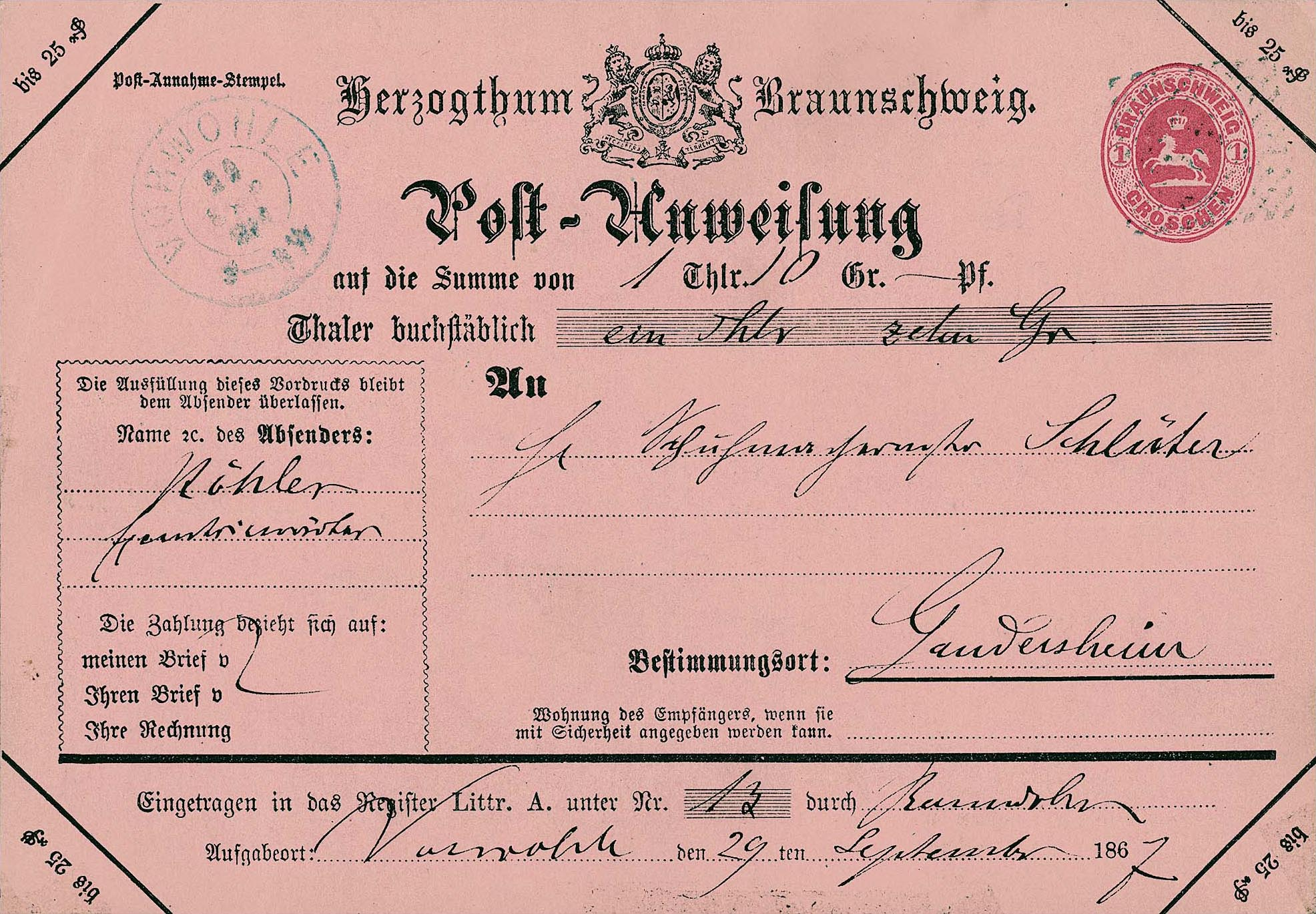
Postanweisung vom Herzogtum Braunschweig von 1867

Die Postanweisung ist ein Zahlungsmittel mit dem Zweck, einen bei einer Postanstalt durch Bareinzahlung verfügbaren Geldbetrag an einen bestimmten Zahlungsempfänger auszuzahlen.

## Geschichte

Postanweisung der Königlich Bayerischen Post (1870–1875) Vorder- und Rückseite

Die Postanweisung ist ein direkter Abkömmling der Geldanweisung, die 1792 durch ein privatwirtschaftliches Unternehmen eingeführt wurde. Eingeführt wurden Postanweisungen in England 1856, in altdeutschen Postgebieten zwischen 1865 und 1867 und im Weltpostverein im Jahr 1879. Am 1. Januar 1865 führte Preußen statt der Briefe mit Bareinzahlungen die Postanweisungen ein. Die Postanweisung war vom Einzahler auszufüllen und wurde ohne Beförderungsnachweis mit der Briefpost versandt. Durch die Kostenersparnis konnte die Gebühr niedrig ausfallen. Braunschweig, Hannover und Sachsen führten Postanweisungen noch im gleichen Jahr ein, Bayern folgte am 1. November 1866, Württemberg am 1. Februar 1867. Wenig später, am 15. März 1867, wurde diese Zahlungsmethode dann auch in Österreich eingeführt. Im Vereinsverkehr blieben die Briefe mit Bareinzahlung noch länger bestehen.
Die Einführung der Postanweisungen führte zu einem Aufschwung des Geldübermittlungsverkehrs mit der Post.
Als Formular wurde ein in Kartenform hergestellter Vordruck verwendet. Er war vom Absender auszufüllen, der Empfänger bescheinigte den Empfang des Geldes. Ein kleiner Abschnitt der Karte diente dem Absender zu kleinen Bezugnahmen; dieser Abschnitt durfte erst ab dem 1. Juli 1866 abgetrennt werden. Weitere Änderungen folgten. Vom 1. Oktober 1883 an wurde der Reichsbankgiroverkehr mit dem Postanweisungsdienst verbunden. Nun konnten die Beträge auch auf das Girokonto übermittelt werden.
Ein geregelter zwischenstaatlicher Verkehr wurde 1874 von Deutschland angeregt. Ein entsprechendes Übereinkommen wurde 1878 abgeschlossen. Ihm traten 14 Staaten bei.
Überbringer des Geldbetrags war der so genannte Geldbriefträger – ein insbesondere durch den in Fernseh-Quizsendungen der 1950er und 1960er Jahre mitwirkenden Walter Spahrbier bekannt gewordener Beruf. Der Zahlungsauftrag musste auf einem Formblatt erteilt werden; Inlandszahlungen wurden meist 1 bis 2 Tage später ausbezahlt. Es war jeweils eine Höchstsumme festgesetzt; diese betrug zuletzt 1.500 €. Sonderformen wie Eilzustellung, Luftpostbeförderung oder Rückforderung waren möglich.
Telegraphische Postanweisungen wurden ohne Begrenzung des Betrags angenommen.
Auslandspostanweisungen auf mehrsprachigem (meist deutsch-französischem) Formblatt waren in bestimmte Länder ebenfalls möglich, die zulässigen Höchstbeträge waren dabei von Land zu Land unterschiedlich.
Über den Minuten-Service können ohne Betragsobergrenze Geldbeträge sofort weltweit an den Empfänger in größeren Postfilialen oder Niederlassungen der ausländischen Vertragspartner der Post zur Auszahlung gelangen, siehe zum Beispiel: Western Union.

## In einzelnen Ländern

### Deutschland

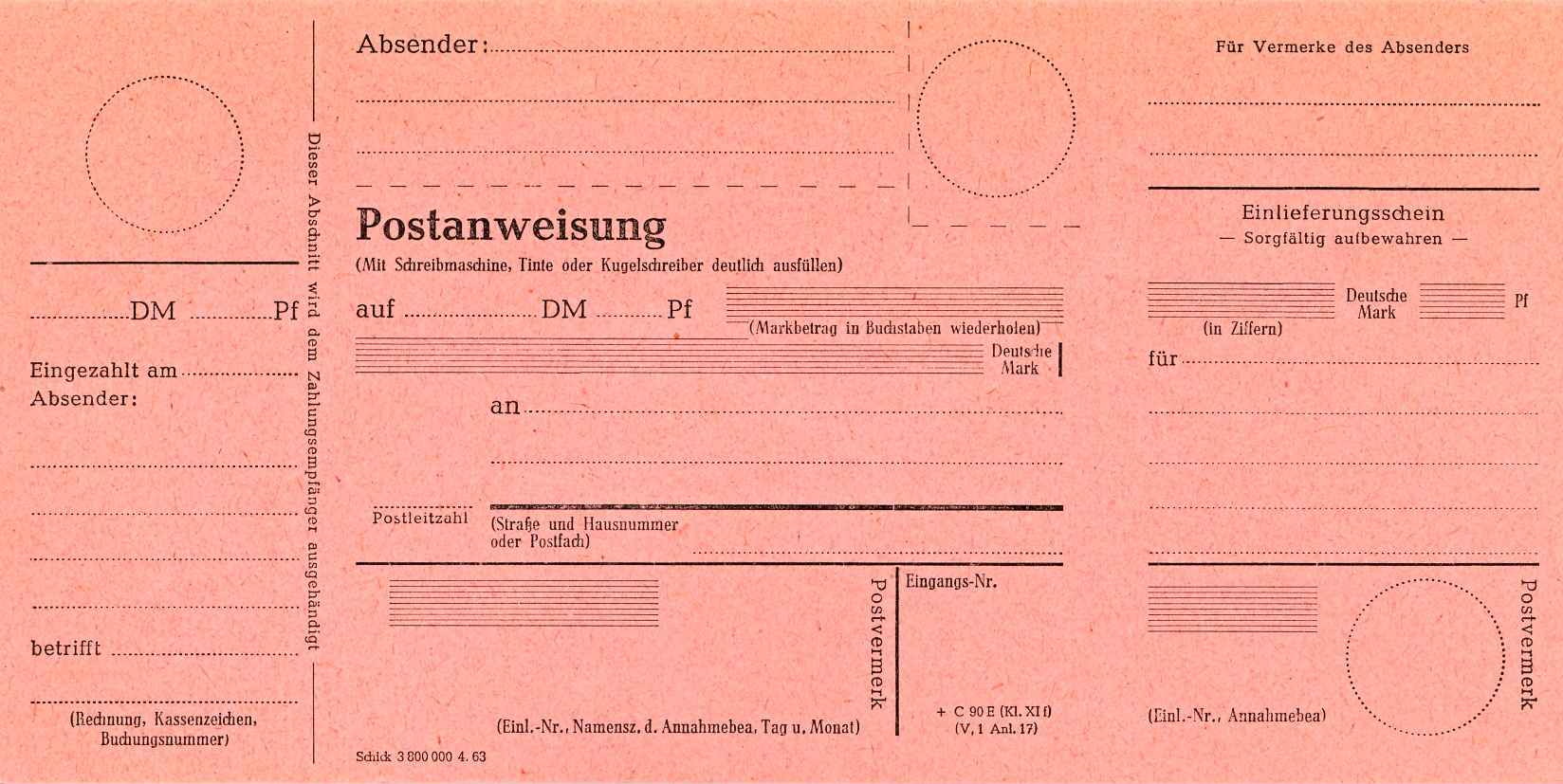
Postanweisung der Deutschen Bundespost

Postanweisungen wurden bis zum April 2002 von der Deutschen Post (früher von der Deutschen Bundespost) ausgeführt. Die Formulare waren anfangs weiß, ab Ende des 19. Jahrhunderts wurden sie im Inlandsverkehr durch rosa gefärbtes Papier kenntlich gemacht.

### Österreich
In Österreich bietet die BAWAG P.S.K. über das Filialnetz der Österreichischen Post unter dem Namen Inlandspostanweisung einen Bargeldtransfer-Dienst an.
Die Inlandspostanweisung stellt in Österreich eine meist kostengünstigere Alternative zu anderen Bargeldstransfer-Dienstleistern (wie z. B. Western Union) für Inlandszahlungen dar. Die Gebühr für eine Inlandspostanweisung in Österreich beträgt 7,20 € (Stand: Februar 2017) unabhängig von der Höhe des Bargeldbetrages, wobei der Höchstbetrag pro Anweisung maximal 9.000 € beträgt. Der Zahlungsempfänger trägt ein Auszahlungsentgelt in Höhe von 2,80 €. Der Auftraggeber kann bei jeder Postfiliale einen Anweisungsauftrag erteilen, bei welchem der Empfänger namentlich zu benennen ist. Der Empfänger kann unmittelbar nach Einzahlung bei jeder Postfiliale innerhalb Österreichs den angewiesenen Betrag mit einem amtlichen Lichtbildausweis beheben. Es erfolgt keine Benachrichtigung des Empfängers und auch keine Zustellung des Geldbetrages (der Geldbetrag muss bei einer Postfiliale abgeholt werden). Wird der Betrag innerhalb eines Monats nicht behoben, so erfolgt eine kostenpflichtige Rückzahlung an den Auftraggeber (Rückbuchungsentgelt: 8,60 €). Sobald eine Postanweisung erteilt wurde, ist keine Änderung mehr möglich.
Der Vorteil einer Inlandspostanweisung gegenüber einer Überweisung ist die sofortige Verfügbarkeit für den Empfänger nach Einzahlung. Der Empfänger kann somit unmittelbar nach der Einzahlung durch den Auftraggeber bei einem Postamt den angewiesenen Betrag bar auszahlen lassen. Die sonst bei Überweisungen übliche maximal zulässige Überweisungsdauer von seit dem 1. Januar 2012 einem Geschäftstag laut Zahlungsdienstegesetz entfällt. Die Inlandspostanweisung ist auch interessant, wenn einer der Transaktionspartner über keine Kontoverbindung verfügt.
Als Nachteil der Inlandspostanweisung ist zu erwähnen, dass bei einer Überweisung in der Regel wesentlich geringere Gebühren anfallen.
Das Risiko für Missbrauch ist gering und vergleichbar mit dem Risiko einer Überweisung; denn auch eine Überweisung kann nur in Ausnahmefällen zurückgeholt werden. Allgemeine Verhaltensregeln und Sicherheitsvorkehrungen im Onlinehandel sowie bei Finanzgeschäften sollten dennoch jederzeit beachtet werden. Das negative Image von Bargeldtransfer-Dienstleistern beruht besonders auf Problemen im internationalen Zahlungsverkehr, wo Kriminelle eine Bargeldzahlung in Länder fordern, in denen die rechtliche Verfolgung der Kriminellen schwierig ist. Bei Zahlungen im Inland ist aufgrund der Überprüfung der Identität des Empfängers und der Möglichkeiten der rechtlichen Verfolgung in Österreich von einem geringeren Risiko auszugehen. Da bei der Auszahlung der Zeitpunkt und die Nummer des vorgelegten Ausweises festgehalten werden und der Zahler die Transaktionsnummer hat, ist eine Ausforschung für die Polizei sogar einfacher als bei einer Kontoeröffnung. Zudem hat der Zahler bis zur Auszahlung die Möglichkeit, den Betrag wieder zurückzuholen, danach erfährt er zumindest das Datum der erfolgten Behebung. Ort, Uhrzeit und Identität werden nur den Behörden mitgeteilt.

### Vereinigte Staaten von Amerika
In den USA ist die Postanweisung (englisch postal money order) nach wie vor verbreitet, wobei sie dort allerdings eher den Charakter eines von der Post garantierten Namensschecks hat.